# 2ТЕ40
2 ТЕ40 (заводська назва — Україна-2) — дослідний радянський дванадцятивісний двосекційний вантажний тепловоз потужністю 2×3000 к.с.. Тепловоз був базою для випробувань нового чотиритактного локомотивного дизеля Д70.

## Двигун
Серійні двотактні дизельні двигуни, які будувалися на початку 1960-их — 2Д100 (тепловози ТЕ3 і ТЕ7), 9Д100 (перші ТЕ10 і ТЕП10), 11Д45 (ТЕП60) не були повноцінними локомотивними, оскільки створювалися на базі конструкції суднових дизелів, тому не були пристосовані для роботи в умовах різких змін навантажень на залізницях зі змінним рельєфом і одноколійних ділянках зі зупинками для роз'їзду, і мали досить високу відносну витрату палива.
Дизельний двигун Д50 (тепловози ТЕ1, ТЕ2, ТЕМ1) був локомотивним, але за потужністю, економічністю і масою до того часу застарів.
1956 у Харківському політехнічному інституті виконали ескізний проект нового дизельного двигуна, що мав доволі високу економічність. Потім в інституті спроектували двоциліндровий відсік майбутнього шістнадцятициліндрового двигуна.
1962 за результатами випробувань відсіку було підготовлено технічне завдання на проектування двигуна в двох варіантах — зі звичайним турбонаддувом і двигун, надлишкова потужність газової турбіни якого разом з потужністю циліндрів використовувалася для корисної роботи. У першому варіанті тиск наддуву був би вищим від тиску випуску, у другому — нижчим. Конструктивно другий варіант бав складнішим, оскільки вимагав редукторної передачі від газової турбіни до головного валу, але міг забезпечити меншу витрату палива на одиницю роботи
Вирішили встановити і випробувати двигун першого варіанту. Харківський завод транспортного машинобудування спільно з Харківським політехнічним інститутом спроектував чотиритактний шістнадцятициліндровий дизельний двигун з V-подібним розташуванням циліндрів діаметром 240 мм, ходом поршнів 270 і 278,2 мм, номінальною потужністю 3000 к.с. при частоті обертання вала 1000 об/хв, номінальною частотою обертання вала 400 об/хв, витратою паливо 150—155 г/(е.к.с. × год). Двигун типу 16ЧН24/27 назвали Д70.
Зменшення витрати палива на одиницю отриманої механічної енергії покращило умови роботи поршнів, клапанів, кришок і втулок циліндрів і зменшило кількість тепла, що відводилося від двигуна. На базі двигуна Д70 можливо було створити одну типорозмірну низку двигунів різної потужності для різних типів тепловоза.

## Тепловоз
1963 під керівництвом головного конструктора з локомотивобудування Кирнарського на Харківському заводі транспортного машинобудування було спроектовано двосекційний тепловоз з двигунами типу Д70 загальною потужністю 2 × 3000 к.с.
У середині 1964 почалося випробування нового тепловоза зі заводською назвою «Україна-2» і позначенням 2ТЕ40-001.
При створенні тепловоза було використано несний кузов, тривісні візки, окремі апарати і машини тепловоза серії ТЕ10.
Генератор постійного струму з незалежним збудженням і примусовою вентиляцією ГП-310А встановлювався на спільний з двигуном рамі. При частоті обертання вала 1000 об/хв генератор розвивав потужність 2000 кВт. Напруга на колекторі становила 470/700 В, сила струму -4200/2870 А. Генератор відрізнявся від генератора ГП-311 тепловозів серії ТЕП10 з № 115 і 2ТЕ10 № 018 і 019 меншою довжиною. Припасування цього генератора, розрахованого на роботу з двигуном 9Д100 тепловози серії ТЕ10, до двигуна Д70 збільшило масу дизель-генераторної установки на 800 кг. Рама дизель-генератора була картером для двигуна.
В кожній секції тепловоза розташовувався допоміжний генератор ВГТ-275/120, збуджувач В-600 потужністю 15 кВт (150 В, 100 А, 1000 об/хв) і однокорпусний двомашинний агрегат А-705, що складався з синхронного дозбуджувача ГС-500 потужністю 1,1 кВт (110 В, 10 А, 4000 об/хв, 133 Гц) і тахогенератора ТГ-85/35 потужністю 120 Вт.
Тягові електродвигуни ЕД-104А, встановлені на тепловозі, раніше використовувалися на тепловозах ТЕ10.
Для отримання стисненого повітря використовувалися компресори КТ-8, вали яких були з'єднані з валами тягових генераторів, продуктивністю 5,3 м³ при частоті обертання вала 1000 об/хв.
Система каскадного збудження тягового генератора була подібною до використовуваної на тепловозі ТЕ30-001 і останніх тепловозах серії 2ТЕ10.
Запуск двигуна здійснювався тяговим генератором, що отримував живлення від акумуляторної батареї 46ТПЖН-550.
Холодильник був значно меншим порівняно з холодильником тепловозів серії ТЕ10, оскільки від двигуна Д70 необхідно було відводити менше тепла, ніж від двигунів 10Д100. Охолоджувальні секції Були трубчатими, ребристими, трубки масляних секцій мали турбулізатори.
При зміні передатного числа редуктора, гальмівної системи і установки другого поста управління, за задумом конструкторів, тепловоз міг використовуватися як пасажирський односекціний локомотив зі швидкістю до 140 км/год.

## Виготовлення
Усього було виготовлено 5 двосекційних локомотивів.
| Рік  | Номер    |
| ---- | -------- |
| 1965 | 001, 002 |
| 1967 | 003, 004 |
| 1968 | 005      |

## Експлуатація
Усі тепловози працювали в депо Основа Південної залізниці.
1966 з інвентарю Міністерства шляхів сполучення було виключено тепловоз № 003, 1971 — № 001, 002.
1973-4 тепловози № 004, 005 було знято з потягової роботи і передано шляховим машинним станціям.